# Ctenomys pearsoni
Ctenomys pearsoni е вид бозайник от семейство тукотукови (Ctenomyidae). Видът е почти застрашен от изчезване.

## Разпространение
Разпространен е в Аржентина и Уругвай.